# Rijselberg
De Rijselberg (Frans: Mont de Lille) is een heuvel in Frans-Vlaanderen gelegen in de omgeving van Belle (Bailleul). Vanaf de top is er een mooi uitzicht op deze stad. Aan de rechterzijde is er uitzicht op de Ravensberg, een klim naar de grens met België en de gemeente Heuvelland.